# Atlantická hurikánová sezóna 2000
Atlantická hurikánová sezóna 2000 trvala od 7. června do 29. října 2000. Celkem se utvořilo 19 bouří, z nich byly 4 tropické deprese, 6 tropických bouří, 8 hurikánů a 1 subtropická bouře. Nejhorší z bouří byl hurikán Keith, který usmrtil 62 lidí ze střední Ameriky. Průměrná nejvyšší rychlost všech bouří je 113 km/h. Vyskytly se všechny druhy bouří (deprese, bouře i hurikány). Co se týče sil hurikánů, 4× to byl hurikán 1. stupně (Debby, Florence, Gordon a Joyce), 1× 2. stupně (Michael), 1× 3. stupně (Alberto) a 2× 4. stupně (Isaac a Keith).

## Seznam bouří
| Název                           | Od         | Do         | Nejvyšší rychlost větru | Zasažená území                                                                          | Počet mrtvých | Škoda        | Poznámky                 |
| ------------------------------- | ---------- | ---------- | ----------------------- | --------------------------------------------------------------------------------------- | ------------- | ------------ | ------------------------ |
| Tropická deprese One            | 7. června  | 8. června  | 45 km/h                 | Mexický záliv                                                                           | 0             | neznámá      |                          |
| Tropická deprese Two            | 23. června | 25. června | 55 km/h                 | Atlantský oceán                                                                         | 0             | neznámá      |                          |
| Hurikán Alberto (3. kategorie)  | 3. srpna   | 23. srpna  | 205 km/h                | Atlantský oceán, Island                                                                 | 0             | neznámá      |                          |
| Tropická deprese Four           | 8. srpna   | 11. srpna  | 55 km/h                 | Atlantský oceán v blízkosti Floridy                                                     | 0             | neznámá      |                          |
| Tropická bouře Beryl            | 13. srpna  | 15. srpna  | 85 km/h                 | Mexický záliv, Mexiko                                                                   | 1             | $27,000      |                          |
| Tropická bouře Chris            | 17. srpna  | 19. srpna  | 65 km/h                 | Atlantský oceán v blízkosti Malých Antil                                                | 0             | neznámá      |                          |
| Hurikán Debby (1. kategorie)    | 19. srpna  | 24. srpna  | 140 km/h                | Atlantský oceán, Haiti, Dominikánská republika                                          | 1             | $735,000     |                          |
| Tropická bouře Ernesto          | 1. září    | 3. září    | 65 km/h                 | Atlantský oceán v blízkosti Malých Antil                                                | 0             | neznámá      |                          |
| Tropická deprese Nine           | 8. září    | 9. září    | 55 km/h                 | Mexický záliv, Texas, Louisana                                                          | 0             | neznámá      |                          |
| Hurikán Florence (1. kategorie) | 10. září   | 17. září   | 130 km/h                | Atlantský oceán                                                                         | 3             | neznámá      |                          |
| Hurikán Gordon (1. kategorie)   | 14. září   | 21. září   | 130 km/h                | Belize, Yucatán, Florida, východ USA                                                    | 24            | $10,800,000  |                          |
| Tropická bouře Helene           | 15. září   | 25. září   | 110 km/h                | Malé Antily, Haiti, Dominikánská republika, Jamajka, Kuba, Florida, Alabama, východ USA | 1             | $16,000,000  |                          |
| Hurikán Isaac (4. kategorie)    | 21. září   | 1. října   | 220 km/h                | Atlantský oceán, Irsko, Velká Británie                                                  | 1             | minimální    |                          |
| Hurikán Joyce (1. kategorie)    | 25. září   | 2. října   | 150 km/h                | Atlantský oceán, Trinidad a Tobago                                                      | 0             | neznámá      |                          |
| Hurikán Keith (4. kategorie)    | 28. září   | 5. října   | 220 km/h                | Karibské moře, Yucatán, Mexiko                                                          | 62            | $319,000,000 | nejsilnější bouře sezóny |
| Tropická bouře Leslie           | 4. října   | 7. října   | 75 km/h                 | Florida, Kanada, Irsko                                                                  | 3             | $950,000,000 |                          |
| Hurikán Michael (2. kategorie)  | 15. října  | 19. října  | 155 km/h                | Atlantský oceán, Kanada                                                                 | 0             | neznámá      |                          |
| Tropická bouře Nadine           | 19. října  | 22. října  | 95 km/h                 | Atlantský oceán                                                                         | 0             | neznámá      |                          |
| Bezejmenná subtropická bouře    | 25. října  | 29. října  | 100 km/h                | Atlantský oceán                                                                         | 0             | neznámá      |                          |